# Chuyến bay 804 của EgyptAir
Chuyến bay 804 của EgyptAir bị mất tích ngày 19 tháng 5 năm 2016. Hãng này đã thông báo chiếc máy bay đã biến mất khỏi ra đa lúc 02:45. Chuyến bay đã khởi hành từ sân bay Charles de Gaulle Paris đến sân bay quốc tế Cairo.
Ít nhất 56 hành khách và 10 thành viên phi hành đoàn trên tàu bay. Chuyến bay khởi hành từ Paris lúc 23:09 CEST. Nó đang bay ở độ cao 37.000 foot (11.000 m) và biến mất 80 dặm (130 km), khoảng 10 phút trước khi vào không phận Ai Cập.
Chính quyền Ai Cập đã tuyên bố rằng chiếc máy bay có khả năng nhất bị rơi xuống biển.
Chính quyền Ai Cập công bố vào ngày hôm sau vụ mất tích rằng các mảnh vỡ của chiếc máy bay đã được tìm thấy trong khoảng 290 km (180 dặm) về phía bắc của Alexandria, Địa Trung Hải.
Bộ Hàng không dân dụng Ai Cập khẳng định rằng các đội tìm kiếm và cứu hộ đã được triển khai để tìm kiếm chiếc máy bay mất tích. Một chiếc máy bay của không quân Hy Lạp cũng tham dự tìm kiếm.

## Thông tin máy bay bị nạn
Chiếc máy bay bị nạn là một máy bay Airbus A320-232, đăng ký SU-GCC, msn 2088. Chuyến bay đầu tiên của nó là vào ngày 25 tháng 7 năm 2003 và nó đã được chuyển giao cho hãng EgyptAir ngày 3 tháng 11 năm 2003. Công tác kiểm tra bảo dưỡng thường xuyên trên máy bay được thực hiện hôm thứ tư tại Cairo, trước khi nó rời Paris, một quan chức hàng không cho biết. Chuyến bay này là chuyến thứ năm của chiếc máy bay này trong ngày, sau khi cất cánh từ sân bay quốc tế Asmara, Eritrea đến Cairo; Cairo đến sân bay quốc tế Tunis-Carthage, Tunisia và trở lại; và Cairo đến Paris.

## Hành khách và phi hành đoàn
| Quốc tịch                      | STT |
| ------------------------------ | --- |
| Algeria                        | 1   |
| Bỉ                             | 1   |
| Canada                         | 1   |
| Chad                           | 1   |
| Ai Cập                         | 30  |
| Pháp                           | 15  |
| Iraq                           | 2   |
| Kuwait                         | 1   |
| Bồ Đào Nha                     | 1   |
| Ả Rập Saudi                    | 1   |
| Sudan                          | 1   |
| Vương quốc Anh                 | 1   |
| Không xác định – phi hành đoàn | 10  |
| Tổng cộng                      | 66  |

### Phi hành đoàn
Trong số 10 người của phi hành đoàn có ba nhân viên an ninh EgyptAir, năm tiếp viên hàng không, và hai phi công. Theo Egypt Air, phi công Mohamed Shokeir đã tích lũy 6.275 giờ bay với 2.101 giờ là trên máy bay A320, trong khi các cơ phó đã có 2.766 giờ bay.

## Tìm kiếm và cứu hộ
Bộ Hàng không dân dụng Ai Cập khẳng định rằng các đội tìm kiếm và cứu hộ đã được triển khai để tìm kiếm chiếc máy bay mất tích. những nỗ lực tìm kiếm đang được tiến hành trong sự phối hợp với chính quyền Hy Lạp. Ihab Raslan, một phát ngôn viên của Cơ quan Hàng không dân dụng Ai Cập, đã thông báo rằng máy bay có khả năng nhất bị rơi xuống biển. Hy Lạp đã gửi một Lockheed C-130 Hercules, một máy bay cảnh báo sớm và một tàu khu trục frigate đến khu vực để tham gia vào các nỗ lực tìm kiếm và cứu hộ.
Một nguồn tin của Bộ Quốc phòng Hy Lạp cho biết nhà chức trách cũng đang điều tra một báo cáo của thuyền trưởng của một con tàu thương mại rằng ông ta thấy một ngọn lửa trên bầu trời cách khoảng 130 hải lý về phía nam của đảo Karpathos.
Vào ngày 20 tháng 5, các lực lượng vũ trang và lực lượng hải quân Ai Cập phát hiện mảnh vỡ, bộ phận cơ thể, đồ đạc của hành khách, hành lý, và ghế máy bay tại chỗ xảy ra tai nạn, 290 km (180 mi; 160 hải lý) ngoài khơi bờ biển Alexandria, Ai Cập. Việc tìm kiếm vẫn đang được tiến hành.

## Điều tra
Theo như tạp chí "Hàng không Herald", hệ thống điện tử đã báo động khói từ một nhà vệ sinh, thậm chí một phút sau lửa đã lan sang các thiết bị điện tử. Chiếc máy bay này một vài phút trước khi tai nạn xảy ra đã gởi một thông điệp cảnh báo thông qua hệ thống thông tin vệ tinh ACARS. ACARS là viết tắt của "Aircraft Communications Addressing and Reporting System" (Hệ thống liên lạc hàng không để loan báo và tường thuật). ACARS thường truyền thông tin xuống mặt đất qua ba dải tần số: UKW, HFW và liên lạc vệ tinh (SATCOM). Hệ thống này thường gửi thông tin thường lệ tới các hãng hàng không, ví dụ, khi máy được bắt đầu hoặc kết thúc, nhiệt độ bên ngoài, tình trạng của động cơ, lượng nhiên liệu còn lại trong bình hoặc có hiện tượng thời tiết bất thường không.